# 15891 Alissazhang
15891 Alissazhang eller 1997 GG7 är en asteroid i huvudbältet som upptäcktes den 2 april 1997 av LINEAR. Den är uppkallade efter Alissa Yuan Zhang.